# Karthala
Karthala é um vulcão atualmente ativo localizado perto da capital das Comores, Moroni. É o ponto mais alto do arquipélago, com 2361 m de altitude.
Fica na ilha Grande Comore, tem uma caldeira de 3 por 4 km, e é especialmente ativo, com mais de 20 erupções desde o século XIX, mas tem poupado a ilha a grandes destruições. Em 17 de abril de 2005, houve uma erupção que forçou centenas de comorenses a fugir da região. 

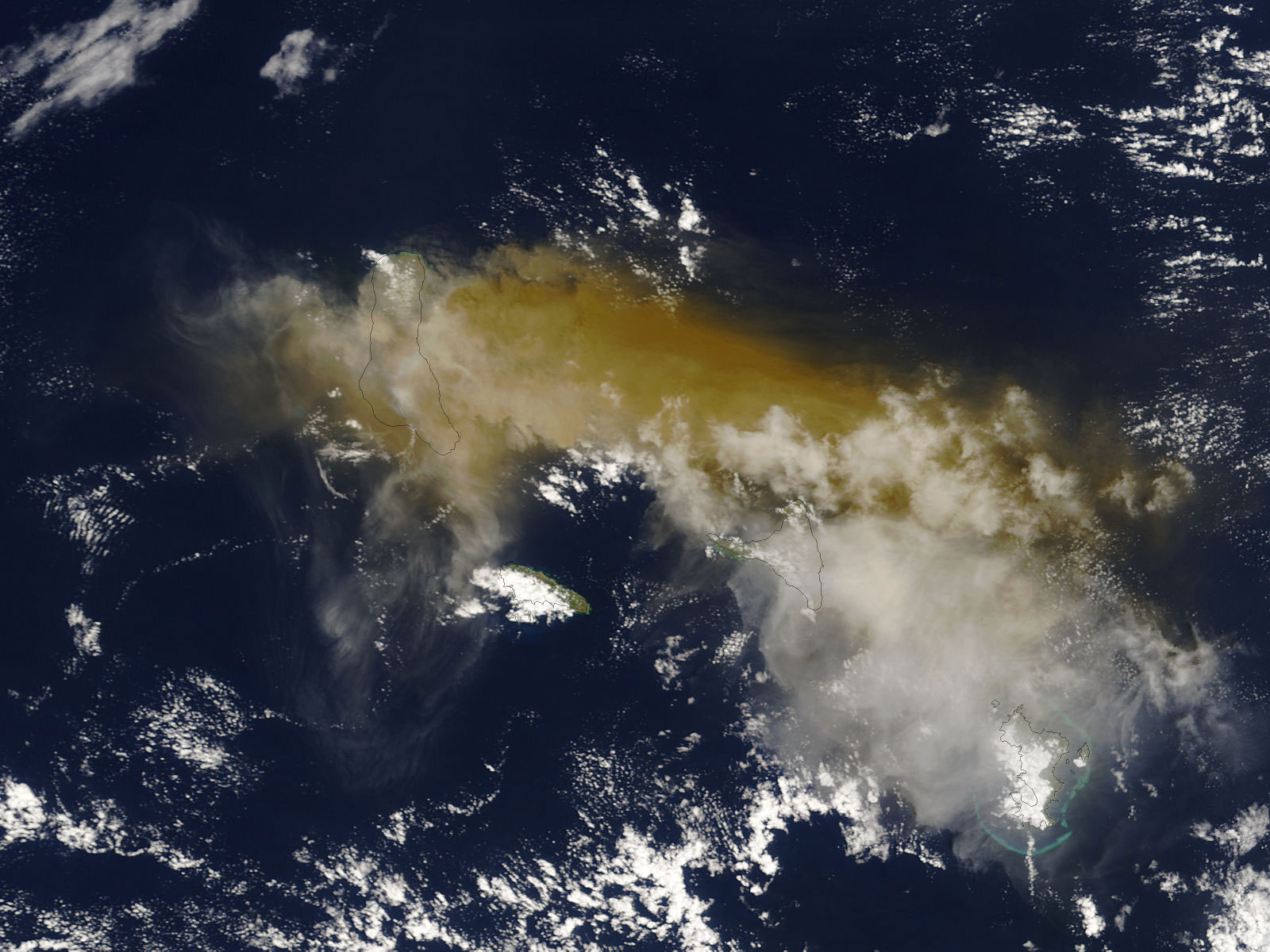
Imagem de satélite do vulcão Karthala